# Johannes Antonius Hubertus Jennissen
Johannes Antonius Hubertus Jennissen (Echt, 8 september 1848 — Gronsveld, 14 juni 1934) was een Nederlands bestuurder. Van 1895 tot 1901 was hij burgemeester en gemeentesecretaris van Weerselo. Voor hij burgemeester werd was Jennissen veehouder. Na zijn periode in Weerselo werkte hij als onderwijzer in verschillende Limburgse dorpen. 